# Chyangthapu
Chyangthapu (nep. च्याङथापु) – gaun wikas samiti we wschodniej części Nepalu w strefie Meći w dystrykcie Panchthar. Według nepalskiego spisu powszechnego z 2001 roku liczył on 492 gospodarstw domowych i 2659 mieszkańców (1346 kobiet i 1313 mężczyzn).